# Poșta Română

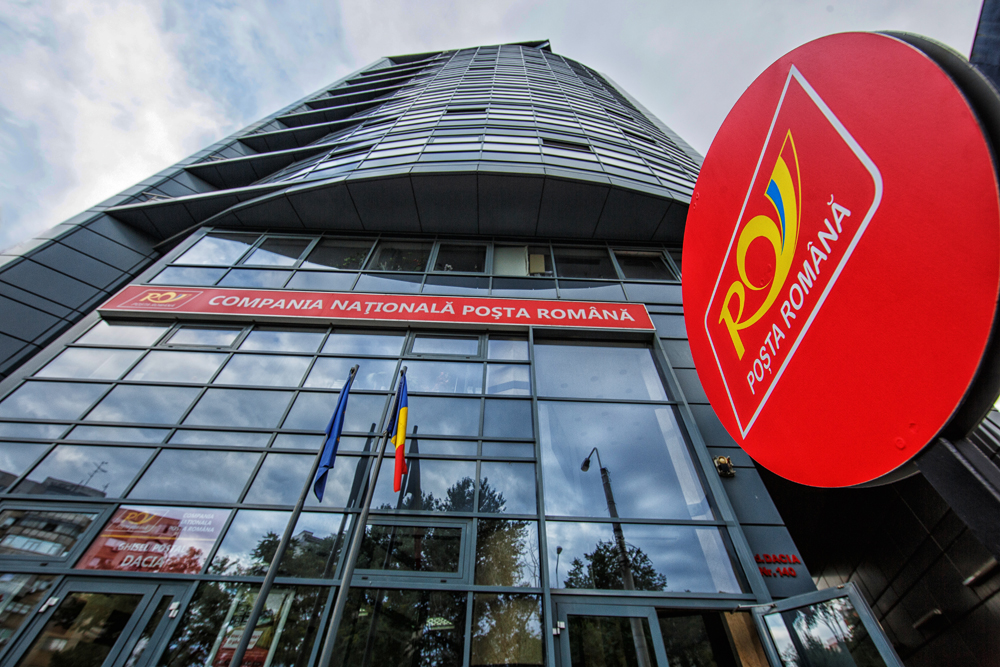
Hauptsitz in Bukarest

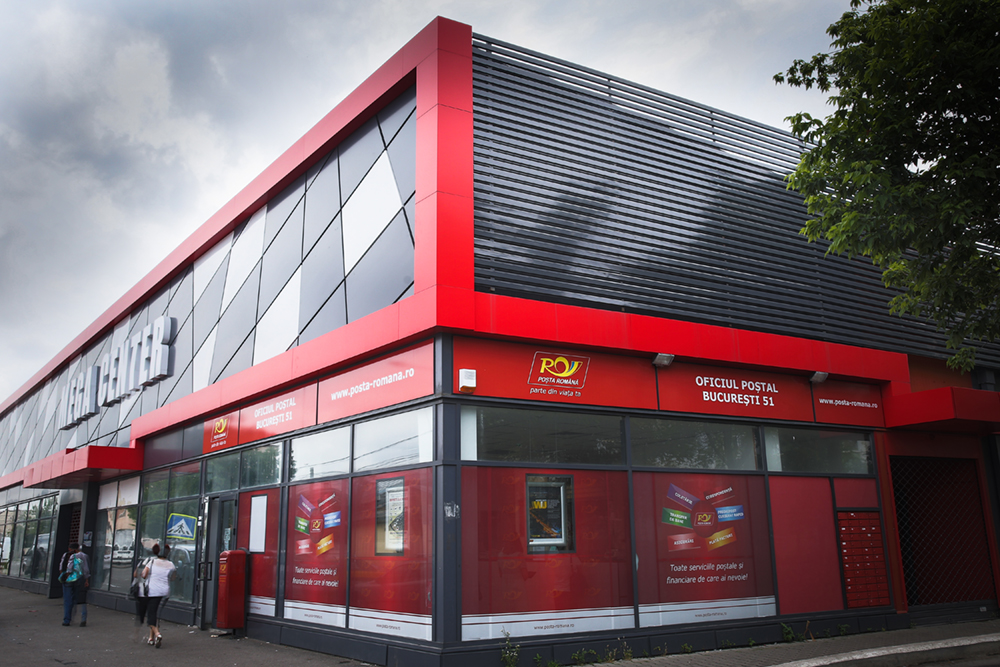
Eine Filiale

Poșta Română (zeitweise Romînă) [ˈpoʃta roˈmɨnə] ist der Name der rumänischen Post.

## Geschichte
Die Botenpost ist in Rumänien bereits seit dem Mittelalter bekannt, die erste schriftliche Erwähnung findet sich im Jahre 1399, als alle Städte und Dörfer verpflichtet wurden, die notwendigen Pferde und Karren bereitzustellen. In der zweiten Hälfte des 18. Jahrhunderts wurde die Post in Rumänien verstaatlicht und erste Poststationen und Pferdeställe wurden errichtet.
Ab 1848 wurde die Post jeweils für drei Jahre von Privatpersonen geleitet, in der Folge gab es 1850 bereits 30 Postrouten mit dem Zentrum in Craiova. Ab 1852 konnten auch Privatpersonen den Briefbeförderungsdienst in Anspruch nehmen, kurz darauf wurde das staatliche Monopol eingeführt.
Ab dem 22. Juli 1858 wurden in Moldau erste handgedruckte Briefmarken ausgegeben, die zu den ältesten der Welt zählen. Es handelt sich um die berühmte Briefmarkenserie „Ochsenkopf“, auch „Auerochsenkopf“ genannt, auf Rumänisch „Cap de Bour“. Manche Exemplare davon sind heute in der Welt der Philatelisten unschätzbar. 
Als sich Moldau 1862 mit der Walachei zu einem gemeinsamen Staat zusammenschloss, wurden auch die beiden Postbetriebe vereinigt. Bis 1900 kamen auch die Telegrafen- und Telefonbetriebe zur Postverwaltung hinzu, daraus resultierte der Name PTT. Im Laufe des 19. Jahrhunderts entstand ein Großteil der Dienstleistungen, die wir heute von der Post kennen, so zum Beispiel Briefkästen, Fahrpläne und Ähnliches. Auch war die rumänische Post eines der Gründungsmitglieder des Weltpostvereins. 1925 wurde die PTT zur PTTR, da das Amt auch die Kontrolle über den Rundfunk übernahm. Ab 1991 wurde der Postsektor von den Telekommunikationssektoren getrennt und als autonome Gesellschaft geführt.

## Gegenwart
Heute beschäftigt die Poșta Română 33.228 Angestellte in 7.189 Postbüros. Jedes Jahr werden 900 Millionen Briefe befördert, 7,5 Millionen Adressen werden beliefert. Neben den üblichen Dienstleistungen wie der Postbeförderung bietet die Poșta Română auch E-Post, eine Postbank und einen Faxdienst an, außerdem werden in den Postbüros verschiedenste Waren wie Getränke, Handys, Videos und Lotterielose verkauft.